# Hotno živčevje
Somatsko oz. hotno živčeve oživčuje skeletne mišice. Deluje pod vplivom naše volje. Je del obkrajnega oz. perifernega živčevja.